# Kastell Festetics
Das Kastell Festetics, auch bekannt als Kastell Sulz, liegt in der Ortschaft Sulz im Burgenland (kroatisch Šeškut) in der Gemeinde Gerersdorf-Sulz im Bezirk Güssing im Burgenland. In der Zeit des Vormärz als Herrensitz der Gräfin Judith Festetics von Tolna errichtet, war es bis zum Zweiten Weltkrieg Teil einer nicht mehr bestehenden Kur- und Badeanlage. Das Gebäude befindet sich in Privatbesitz und steht unter Denkmalschutz.

## Lage
Das Kastell (im ungarischen Raum übliche Bezeichnung für einen Adelssitz) liegt südlich des Ortsverbandes von Sulz im Burgenland inmitten einer etwa 4,2 ha großen Grünanlage, an deren Südrand die Sulzer Straße (L188) verläuft. Südlich dieser Straße liegt das Betriebsgelände der ehemaligen Güssinger Beverages & Mineralwater GmbH mit dem denkmalgeschützten Quellenhaus der sogenannten Vitaquelle direkt gegenüber des Kastells. Die im Westen und Norden gelegenen Abhänge oberhalb des Kastells sind dicht bewaldet und fallen zum Gebäude hin teils steil ab. Mit dem Ortszentrum im Nordosten ist das Kastell durch einen ca. 120 m langen Zufahrtsweg verbunden, der in die Kreuzung mit Oberer und Unterer Hauptstraße mündet. An dieser liegt auch die Filialkirche Sulz.

## Architektur
Beim Gebäude handelt es sich um einen zweigeschoßigen, klassizistischen Schlossbau mit Walmdach und monumentaler Säulenfront. Es verfügt an seiner südseitigen Hauptfront über einen fünfachsigen Fassadenrücksprung mit davor liegendem Laubengang. Dessen Dach wird von sechs Rundsäulen mit dorischen Kapitellen getragen. Im Osten schließt ein ebenfalls fünfachsiger, eingeschoßiger Ständerlaubengang mit quadratischen Säulen an. An dessen Ende befindet sich ein Pavillonanbau mit quadratischer Laterne mit Pyramidendach. Dieser seitliche Anbau wurde ursprünglich als Zugang zu den Badeanlagen genutzt.

## Geschichte
Das Kastell Sulz wurde um 1800 von der Grundherrin der Ortschaft, Judith Gräfin Festetics von Tolna als Herrschaftssitz errichtet, bald darauf aber zum Zentrum einer Kur- und Badeanlage umgestaltet. Nachdem ihr Gatte Georg Graf Festetics von Tolna (ungarisch: György Festetics de Tolna) 1795 damit begonnen hatte, den Ort Hévíz, etwa 5 km nördlich seines Hauptsitzes Keszthely gelegen, zu einem Kurort auszubauen, begann man auch in Sulz mit dem Bau von Badeanlagen.
Im Jahr 1815 wurde die alte, bereits damals bekannte Mineralwasserquelle neu gefasst. Dabei wurden auch römische Goldstücke und eine Nymphenstatue gefunden. 1816 oder 1817 ließ die Gräfin ein Bad und ein Gästehaus zum wirtschaftlichen Betrieb errichten. Man ließ die sumpfige Umgebung aufschütten, Grundwasser ableiten und errichtete ein steinernes Brunnenhaus über der Quelle. Aus drei am Gelände befindlichen Pumpbrunnen konnte über Holzrohre Trinkwasser entnommen werden. Zwei dieser Brunnen befanden sich im Bereich des Hauptgebäudes, je östlich und südlich davon. Eine weitere Quelle lag in der Nähe des Gärtnerhauses. Die Brunnen wurden für Trink- und Badezwecke genutzt und teils mit einem Brunnenhaus überbaut. Einer der Mineralwasserbrunnen verfügte über ein hölzernes, der andere über ein steinernes Brunnenhaus. Der Hauptquelle der Anlage wurden täglich 30 Eimer Wasser entnommen.

Das Kastell in seiner Blütezeit

Nach dem Tod der Gräfin im Jahre 1829 wurde das Bad von seinen Erben 1831 erst verpachtet, im Jahr 1833 dann aber weiterverkauft. Trotz wirtschaftlichen Erfolgs und eines Anstiegs der Besucherzahlen wechselte es in den darauffolgenden Jahren mehrfach den Besitzer: 1837 wurde die Anlage an Alois Tárnok verkauft, von diesem einige Monate danach an den Obergespan des Komitats Vas weiterveräußert, den k.u.k. Kämmerer Graf Karl Zichy von Zieh und Väszonkö. Tárnok wurde zum Gutsverwalter des neuen Besitzers, und ließ (vermutlich in dessen Auftrag) 1838 die erste bekannte Analyse des Sulzer Wassers von einem Apotheker erstellen. 1846 kam es zu einem weiteren Besitzwechsel, durch Weiterverkauf der Anlage an Baron Adolf Greminger, der das ertragreiche Bad als Investition erwarb. Durch die starke Beeinträchtigung des gesellschaftlichen Lebens in den Revolutionsjahren 1848 und 1849 kam es zu einem Besucherrückgang und einer Schließung und Veräußerung des Bades 1850.
Die Kur- und Badeanlage mit dem zentralen Kastell wechselte etliche Male ihren Besitzer und wurde 1904 schließlich an den Mineralwasserhändler Samuel Unger aus Wien verkauft. Aufgrund der schlechten Erreichbarkeit des Bades mit der Eisenbahn ließ er es schließen und konzentrierte sich auf den Vertrieb des Mineralwassers. Trotz mehrerer Revitalisierungsversuche des Bades im Zuge von weiteren Eigentümerwechseln blieb es beim Fokus des Betriebes auf Mineralwasserverkauf.
Das Kastell wechselte mitsamt dem Mineralwasservertrieb mehrfach den Besitzer und verfiel zunehmend. Es wurde von der Güssinger-Vitaquellen-Mineralwasser AG als Werkstatt genutzt und in den Siebzigerjahren des 20. Jahrhunderts beinahe abgerissen. 1980 wurde es von einem neu gegründeten Kastellverein erworben und von diesem in den Jahrzehnten danach notdürftig vor dem kompletten Verfall bewahrt.

## Revitalisierung
Das Gebäude wurde im Jahr 2018 vom Arzt Sigurd Hochfellner erworben, in dessen Besitz sich bereits Schloss Eberstein in Kärnten befindet. Er plant eine Renovierung des Kastells und will in diesem laut eigenen Angaben ein Veranstaltungszentrum mit Café und eine Schlosskapelle einrichten lassen sowie seine Kunstsammlung unterbringen. Der Großteil des Kastells und seines Parks soll den Plänen zufolge frei zugänglich bleiben. Nachdem die beim Kauf vertraglich mit dem Kastellverein vereinbarten und bis 2021 in Aussicht gestellten Maßnahmen 2025 noch bei weitem nicht umgesetzt seien, forderte der Kastellverein 2025 die Rückabwicklung des Verkaufs, was Hochfellner als absurd zurückwies und auf einen vom Denkmalamt verhängten Baustopp verwies.